# Harpocera
Harpocera är ett släkte av insekter. Harpocera ingår i familjen ängsskinnbaggar.
Släktet innehåller bara arten Harpocera thoracica.

## Bildgalleri

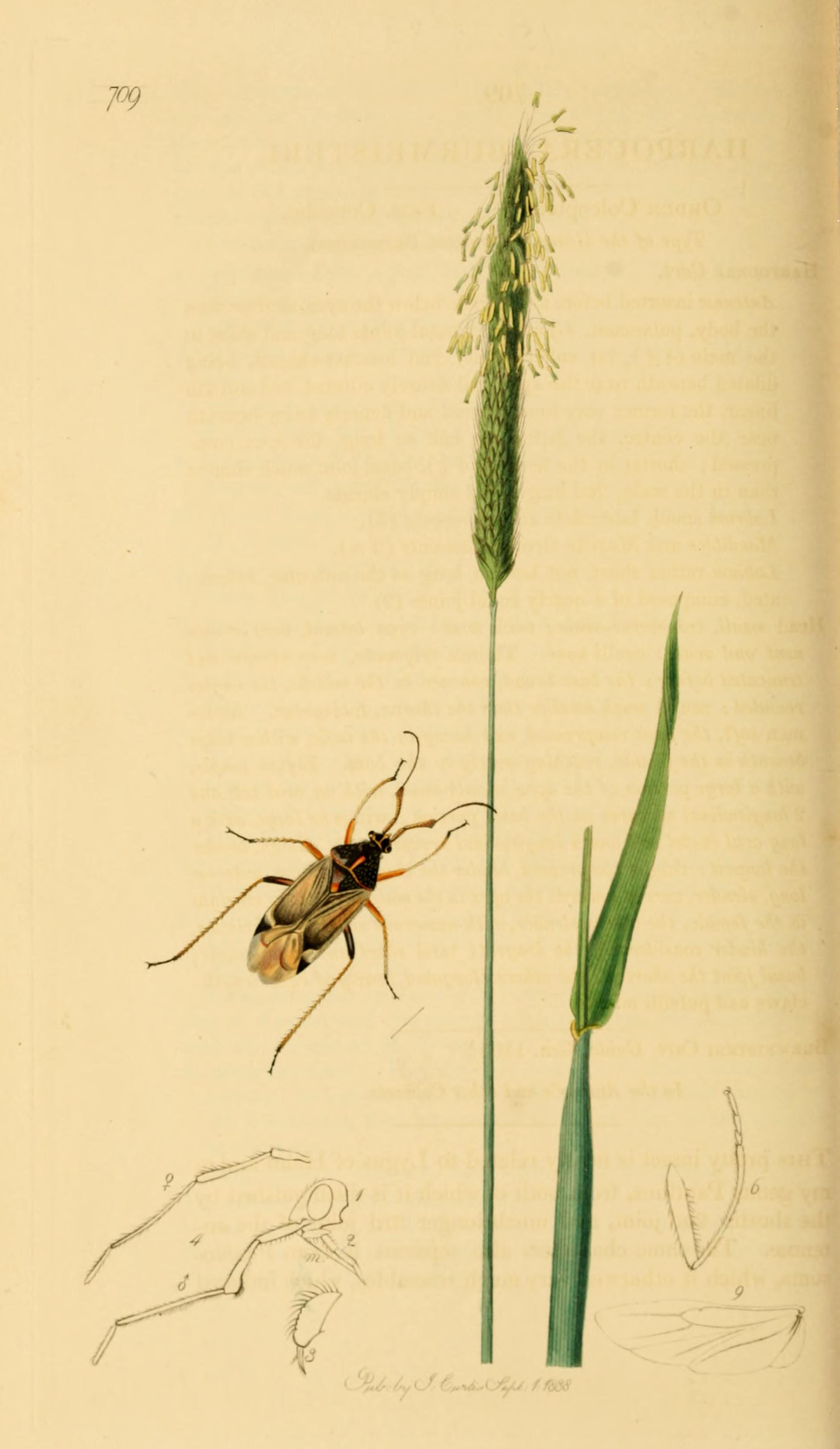
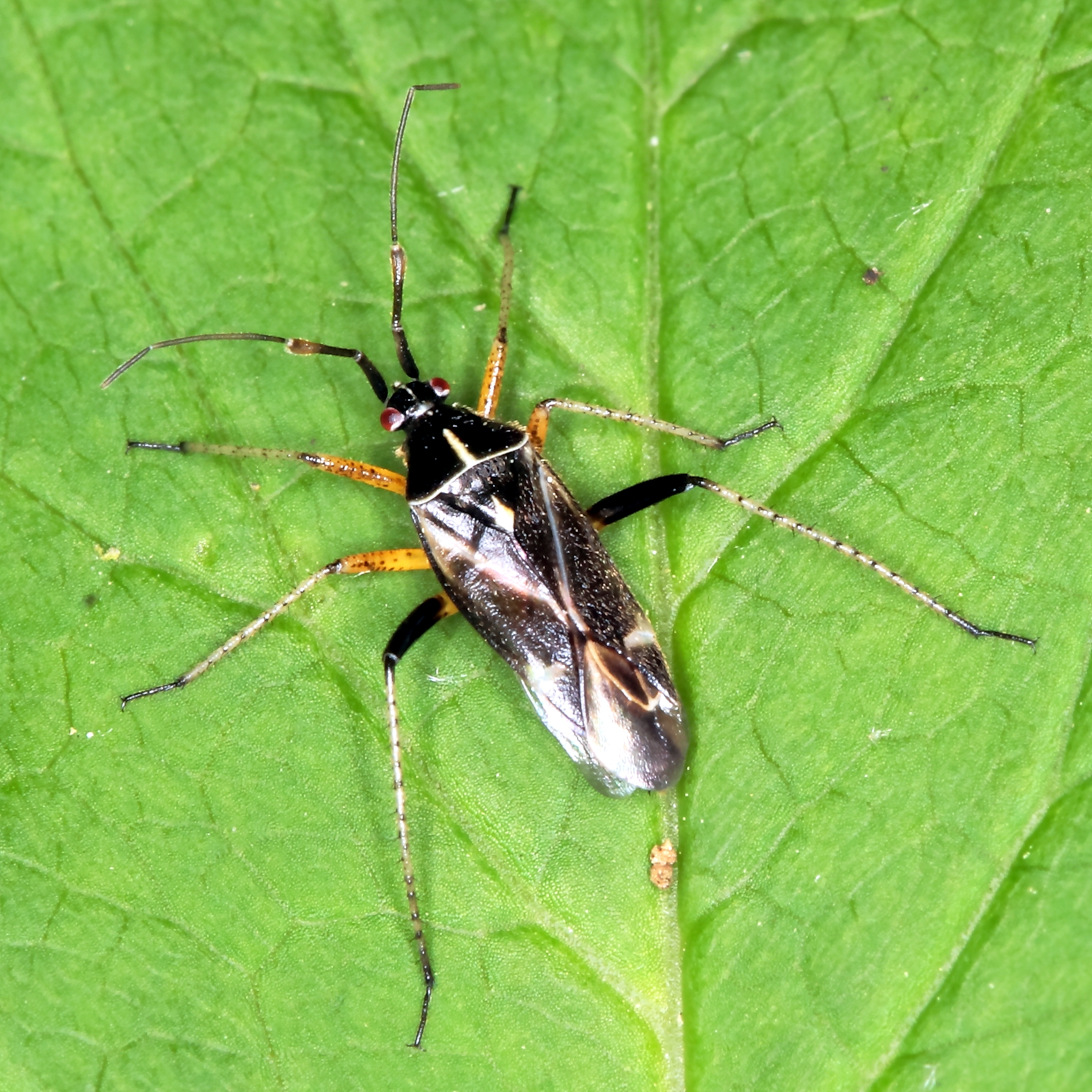
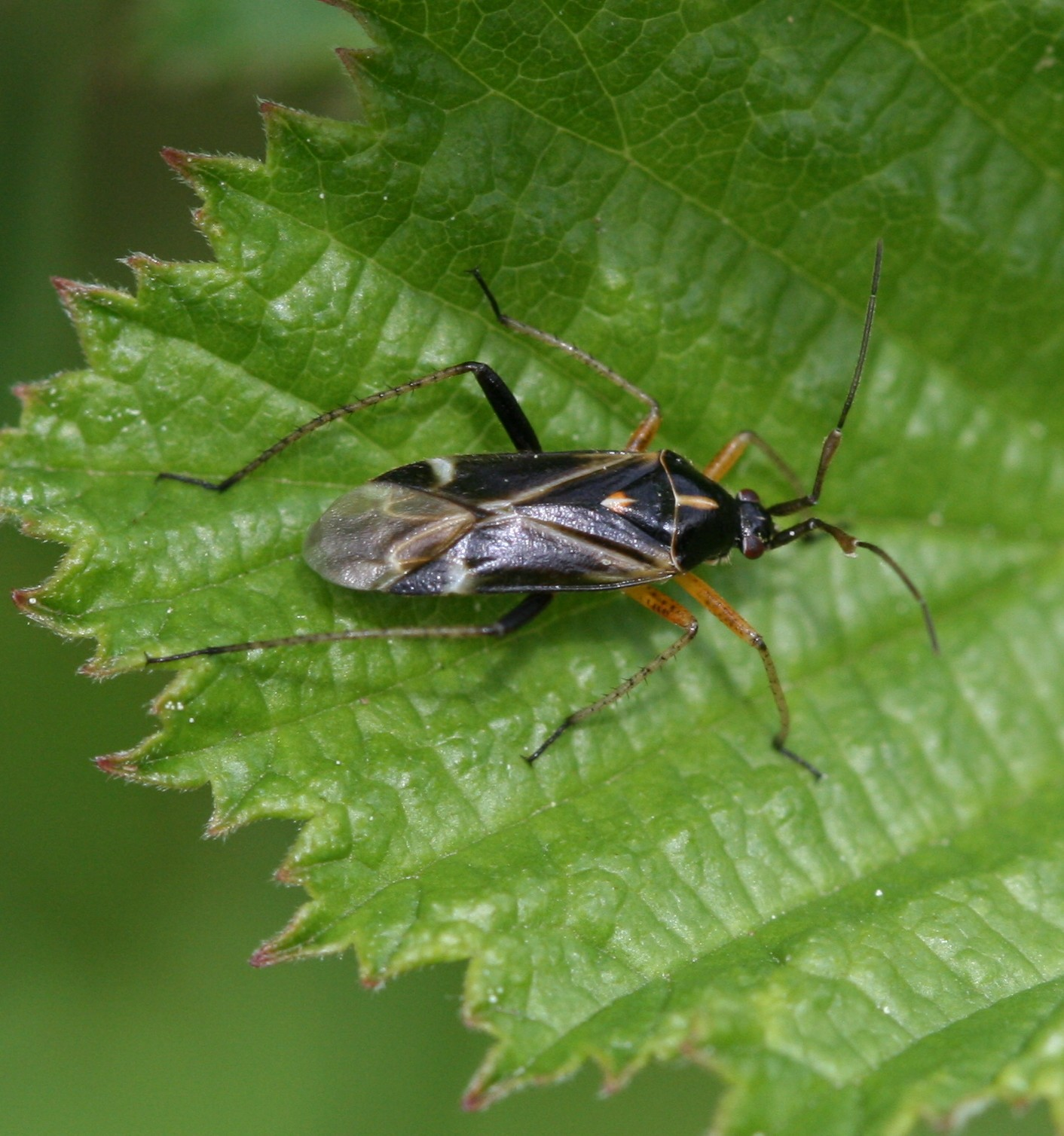
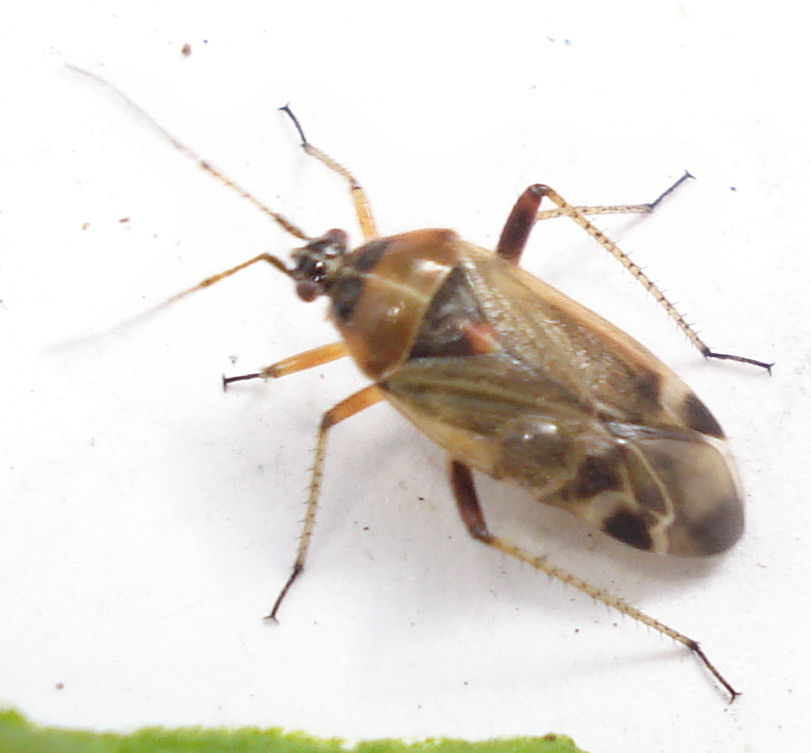
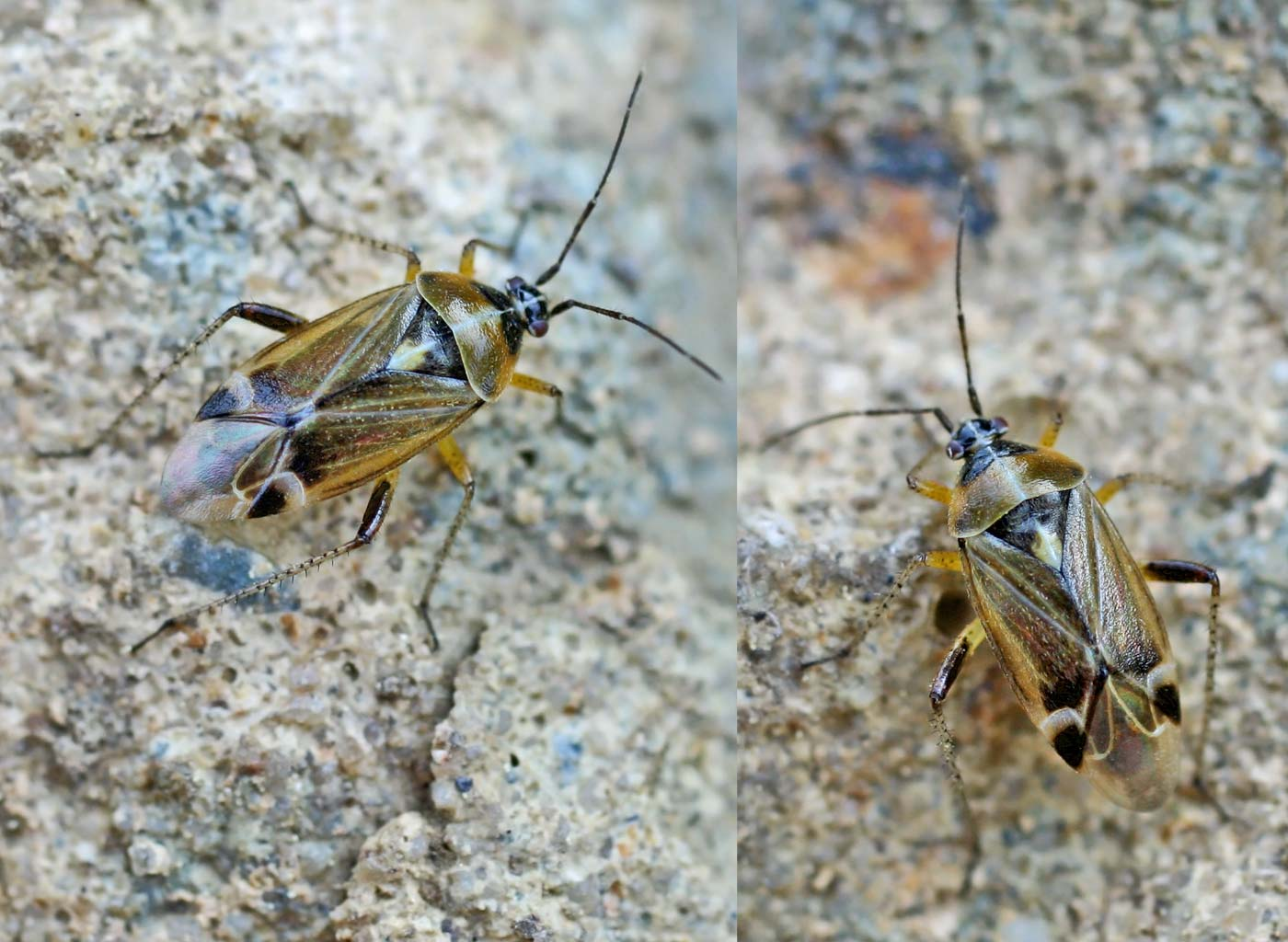